# Jordan Montgomery
Jordan Blackmon Montgomery (né le 27 décembre 1992 à Sumter, Caroline du Sud, États-Unis) est un lanceur gaucher des Diamondbacks de l'Arizona de la Ligue majeure de baseball.

## Carrière
Joueur des Gamecocks de l'université de Caroline du Sud, Jordan Montgomery est repêché par les Yankees de New York au 4e tour de sélection en 2014. 
Il fait ses débuts dans le baseball majeur le 12 avril 2017 comme lanceur partant des Yankees face aux Rays de Tampa Bay.
Le 2 août 2022, Jordan Montgomery est échangé aux Cardinals de Saint-Louis contre Harrison Bader.